# F.I.N.E.*
Singles de Aerosmith
Love in an Elevator
(1989) Janie's Got a Gun
(1989)
F.I.N.E.* est une chanson du groupe de hard rock américain Aerosmith. Elle fut écrite par Steven Tyler et Joe Perry. Elle apparait comme deuxième chanson de l'album Pump sortit en 1989. F.I.N.E est l'acronyme de Fucked Up, Insecure, Narcotic,  and  Emotional (traduction française inconnue). La chanson fut réalisée en single pour les radios en 1989 et obtint la 14e place du Mainstream Rock Tracks chart le 13 janvier 1990.
F.I.N.E.* aurait pu être le titre de l'album en lieu et place de Pump, mais le représentant de la maison de disques insista sur le fait qu'il ne voulait pas d'un album titré F.I.N.E.*.